# هنر کلمبیایی
هنر کلمبیایی دارای ۳۵۰۰ سال پیشینه و طیف‌های بسیار گسترده‌ای است که از نقاشی‌های مذهبی باروک گرفته تا آثار تمدن کیمبایا و نقاشی‌های آلخاندرو اوبرگون (۱۹۲۰–۱۹۹۲). سرشناس‌ترین هنرمند کلمبیایی در سطح جهانی که آثاری تحسین‌برانگیز دارد، فرناندو بوترو (۱۹۳۲) بوده است.

## پیکره‌های پیشاکلمبی

### سفالگری
شواهد باستان‌شناسی وجود دارد که نشان می‌دهد سرامیک‌ها در ساحل کارائیب کلمبیا زودتر از هر جای دیگر قارهٔ آمریکا در حوضه آمازون تولید شدند. سرامیک‌های فیبری در ناحیهٔ مونسو ۵۹۴۰ سال پیش از تاریخ در کلمبیا به وجود آمده‌اند. فرهنگ پیارتال (۷۵۰–۱۲۵۰ پیش از میلاد) در نواحی کوهستانی مرز کلمبیا-اکوادور روش‌های منحصر به فرد تولید سفال و الگوهای الهام گرفته از پوست پستانداران یا مار را تولید کردند.

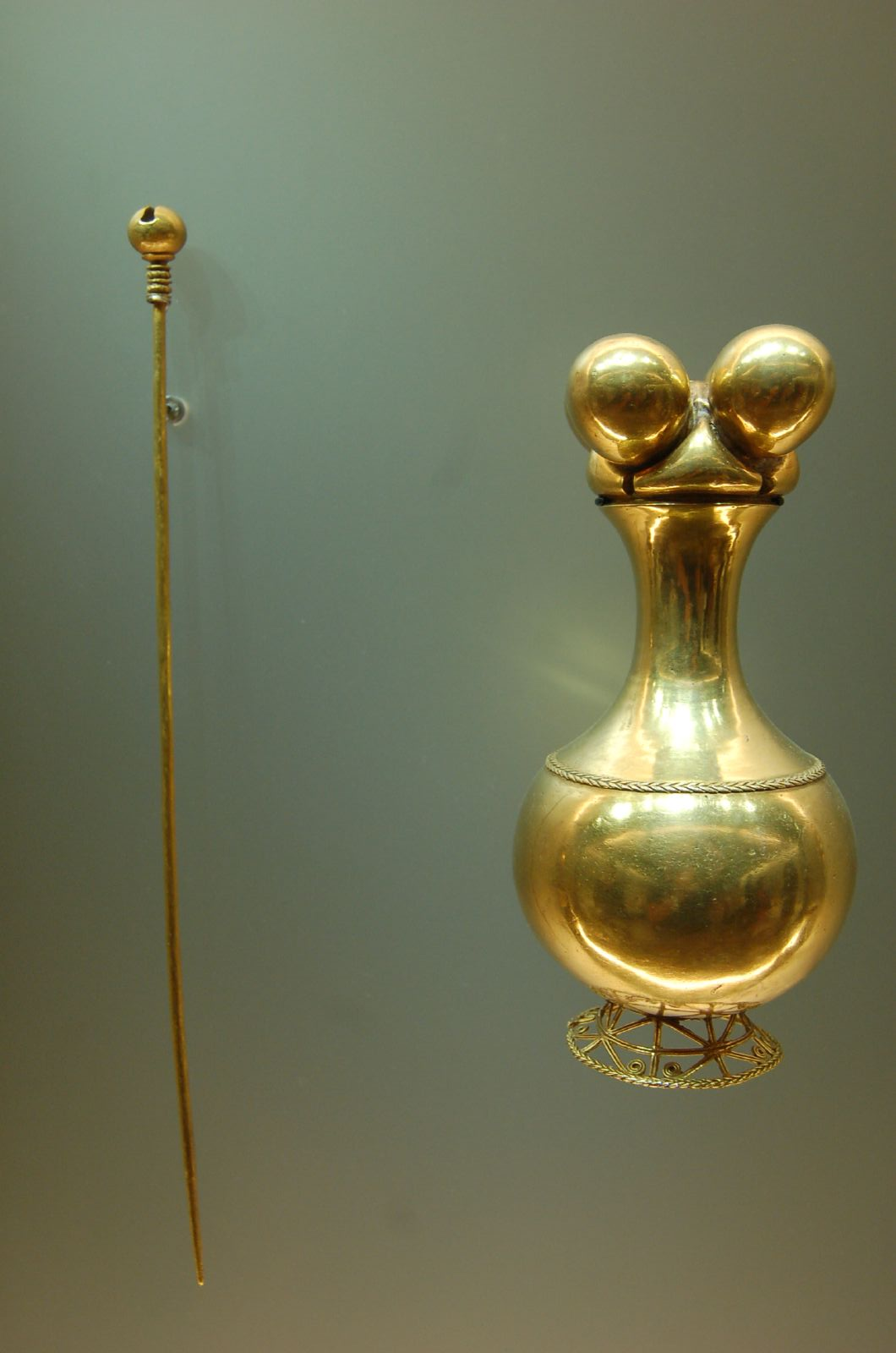
پوپورو کویمبیا

### طلاکاری
اولین نمونه‌های صنایع طلاکاری به مردم توماکو در سواحل اقیانوس آرام مربوط می‌شود و حدود ۳۲۵ سال قبل از میلاد بوده‌اند. طلا نقش مهمی در جذب اسپانیایی‌ها به منطقه‌ای که اکنون کلمبیا شناخته می‌شود، داشت. (نگاه کنید به: ال‌دورادو).
یکی از ارزشمندترین مصنوعات طلا و نقره پیشا کلمبی، پوپورو کویمبیا, است که کوچک (۲۳٫۵ × 11.4 cm) و توخالی بوده و مرتبط با مراسم جویدن برگ مخدر کوکا است که به شیطان‌پرستی شناخته می‌شود.
موزه اورو در بوگوتا مهم‌ترین مجموعهٔ صنایع دستی طلائی پیشا کلمبی را در آمریکا در خود دارد.

### سنگی
تقریباً بین ۲۰۰ سال قبل از میلاد و ۸۰۰ سال پیش از میلاد، فرهنگ سن آگوستین، وارد «دوره کلاسیک» شد و اماکن سنگی و تزئینات سنگ‌نما ساخت.
در ارتباط با فرهنگ سن آگوستین، در شهر باستانی تیرادنترو سازه‌های ساخته شده از سنگ و مقبره‌ها و سقف‌های دارای تزئین مورد توجه‌اند.

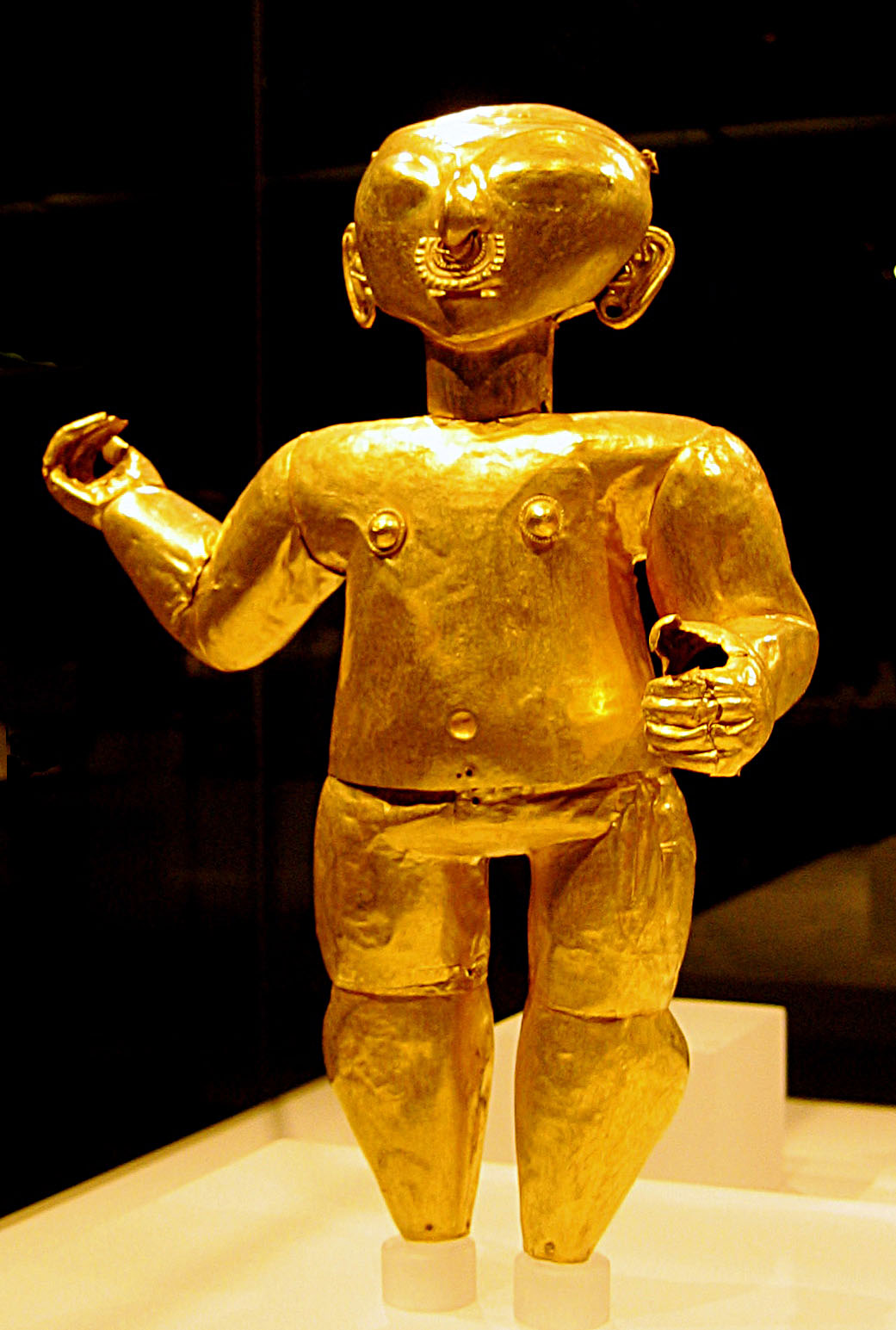
پیکرهٔ طلایی تولیتا-توماکو
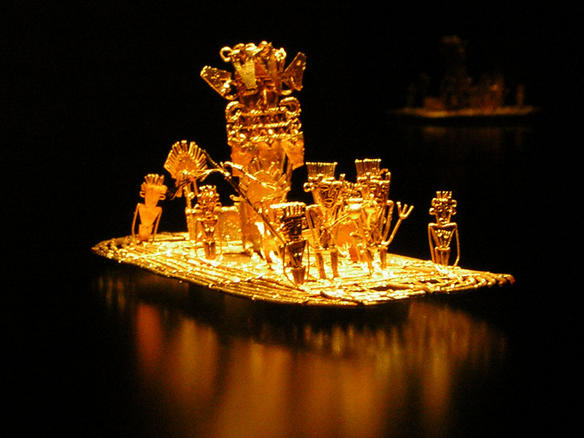
قطعهٔ طلاساز قوم موئیسکا (پاسکا،  بخش کوندینامارکا)
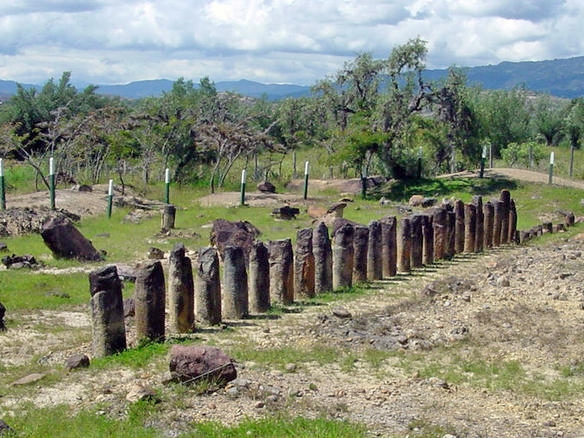
جهنم کوچک : سایتی باستانی
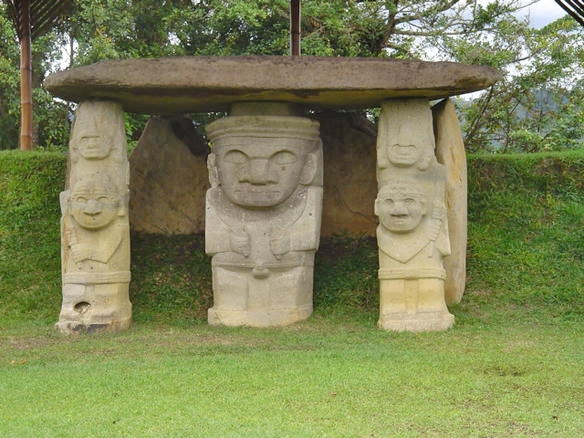
قبر مومنتا،  سن آگوستین دوران میانه (سن آگوستین، اویلا), 100 BCE - 700 CE

## نقاشی

### دوران استعمار
نقاشی در دورهٔ استعماری قدرت و اعتبار کلیسای کاتولیک و اشراف اسپانیایی کلمبیا را بازتاب می‌داد. این روند چه در زمان پادشاهی نو گرانادا (سقوط ۱۷۴۸–۱۵۴۸) و چه بعداً در شاهزاده‌نشین نو گرانادا (۱۷۱۷–۱۸۱۷) ادامه داشت.

#### دوران نخست استعمار

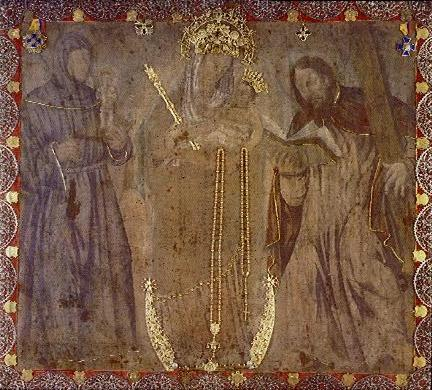
Our Lady of the Rosary of Chiquinquirá (flanked by St. Anthony of Padua and St. Andrew the Apostle) by Alonso de Narváez, tempura on rustic cloth, 16th century

نقاشی کلمبیایی در این دوره (۱۵۳۰–۱۶۵۰) برگرفته از نقاشی‌های رنسانسی اسپانیا بود و مضامین مسیحیت را شامل می‌شد. هنر بومی در این دوره تأثیر ناچیزی بر نقاشی‌های دینی داشت.
کارگاه‌های آموزشی در سویا بسیاری از نقاشی‌های اولیه را به کلمبیا فرستاد. هنرمندان کلمبیایی در این دوره عمدتاً معامله‌گران معمولی بودند، مانند کوبلر یا کوپر. نقاشان معمولاً نامشخص و بی‌نام هستند و تنها به نیازهای ایدئولوژیک مشتریان پاسخ می‌دهند. کلیساها و خانهٔ اشراف در شهرهای اصلی مستعمره مملو از این نقاشی‌های تزئینی بود.

تثلیث مقدس توسط Gregorio Vázquez de Arce y Ceballos, رنگ روغن روی کنف، قرن هفدهم

#### دورهٔ باروک
هنر باروک (حدود ۱۶۰۰ در رم آغاز شد) شامل باروک آمریکای لاتین (1650-1750 es:Gregorio Vásquez de Arce y Ceballos) نیز می‌شود. تمایل به نشان دادن احساسات عاطفی، پوپولیسم و حرکات و لباس‌های بزرگ از نشانه‌های این دوره هستند. در این دوره یسوعی‌ها در حال سرکوب پروتستان‌ها بودند و این مسئله در نقاشی‌ها نیز نمود می‌یافت. از تأثیرات عمدهٔ هنرمندان کلمبیایی در این دوره، نقاشان باروک اسپانیایی مانند فرانسیسکو د زوربانان (۱۶۶۴–۱۵۸۰) و همچنین فلامینی و کیتو و کوزو بودند که برای صومعه‌ها و کلیساها نقاشی می‌کردند.
ال ویخو (۱۶۲۹–۱۶۶۷)، یکی دیگر از بومیان سویا بود که در اوایل قرن بیستم در بوگوتا مستقر شد و یک کارگاه هنری تأسیس کرد. او و بسیاری از شاگردان توانایش نوعی شکل کلمبیایی از نقاشی‌های باروک را ساختند که ترکیبی از اشکال و اشخاص از نقاشی‌های اروپایی با هنر بومی و دکوراسیون سرخ‌پوستی است.
اما مهم‌ترین شخصیت نقاش در این دوره Gregorio Vasquez de Arce y Ceballos (۱۶۳۸–۱۷۱۱) بزرگ‌ترین استاد دوره استعماری است. وی در طول عمر خود، حدود پانصد نقاشی را که عمدتاً مذهبی بود، تولید کرد، که متشکل از شخصیت‌هایی است که از نقاشی‌های ارشد اروپا با استفاده از موارد نوآورانه موجود در دنیای جدید کشیده شدند. نقاشی‌های او از تثلیث به عنوان یک شخصیت با چهار چشم و سه چهره، نوآوری منحصر به فردی در آمریکای لاتین بود. بعدها این تصویر به‌خاطر شباهتش به نقاشی‌های هندوها و استفاده از علائم یهودی محکوم شد.

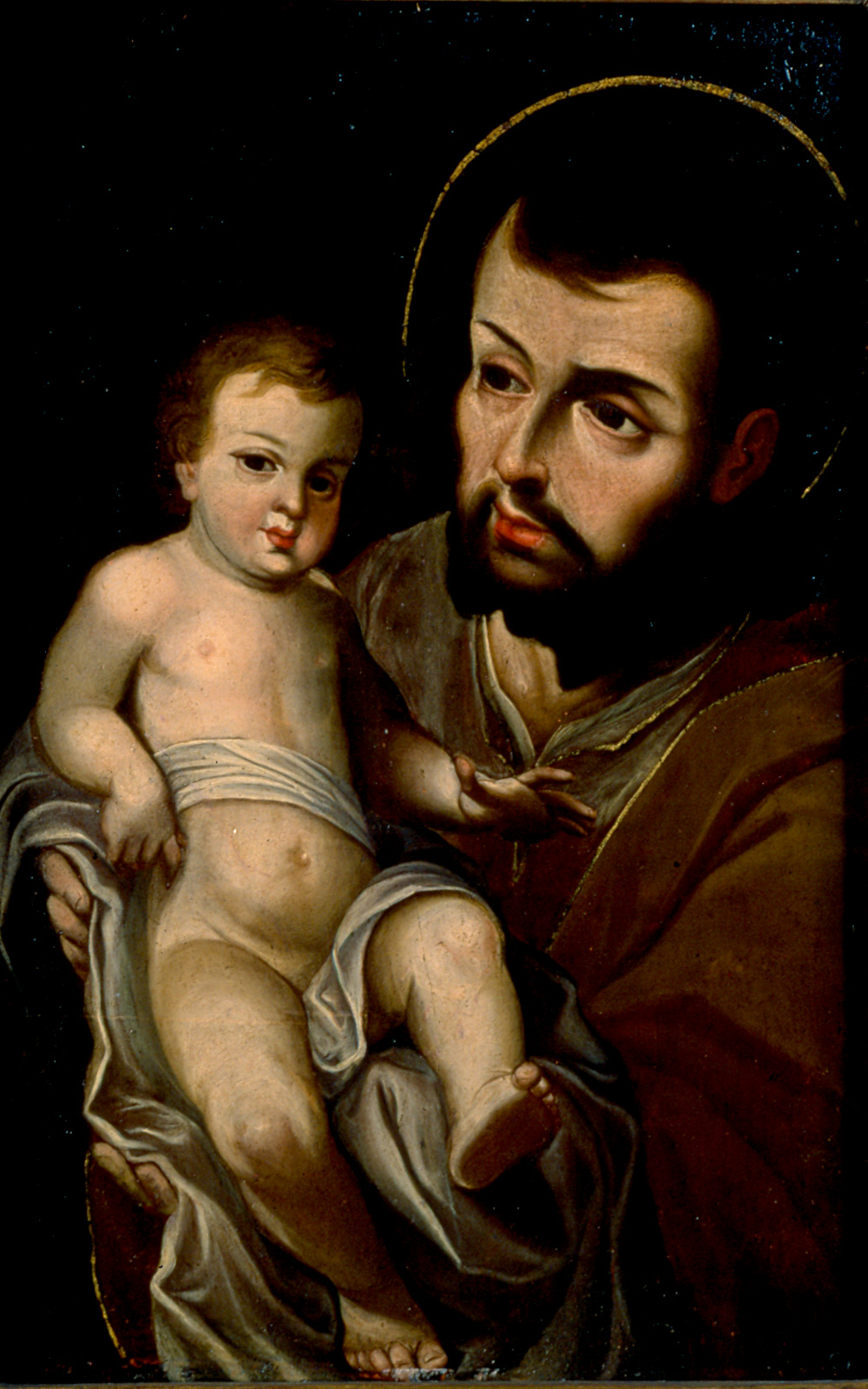
San José y el Niño by Gregorio Vasquez de Arce y Ceballos, oil on wood, ca. 1670
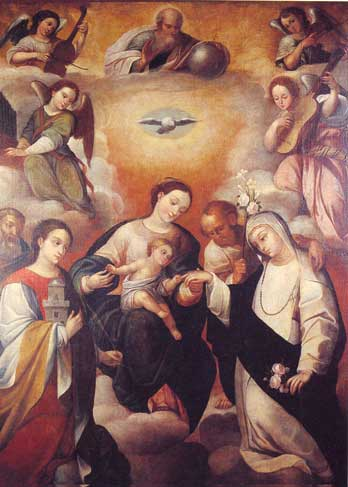
عروسی‌های سنت کاتالینا توسط گرگوریو واسکوئز د آرس ای سبالوس، (Espososrios de Santa Catalina) قرن ۱۸. رنگ روغن روی بوم ۱۷۶*۱۳۰ سانتی متر
Holy Trinity,  by Gregorio Vásquez de Arce y Ceballos. Oil on canvas.62 x 44 cm
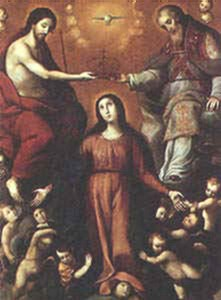
"تاج گذاری باکره"، اثر بالتاسار دو بارگاس فیگوئروا (۱۶۶۳) - نفوذ کاتولیک در دوره استعمار بسیار قوی است.
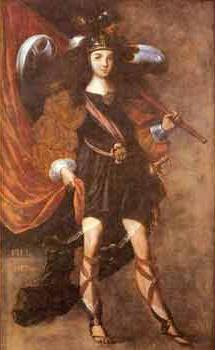
Ariel- Command of God: The archangel of divine war. From the collection Sopo Archangels
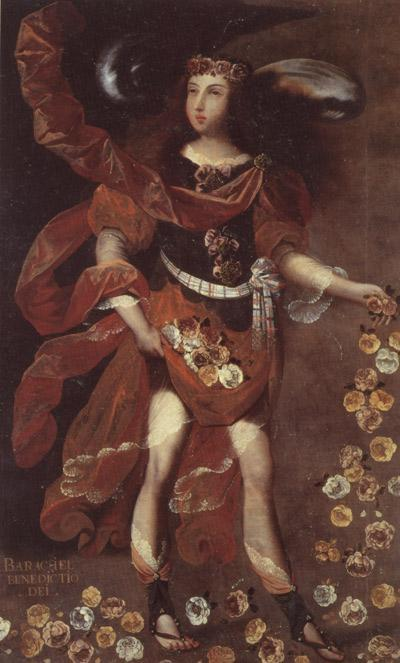
باراکوئل- برکت خدا: فرشته فضیلت
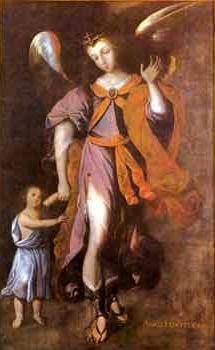
فرشته نگهبان-شرکت خدا: فرشته کودکان
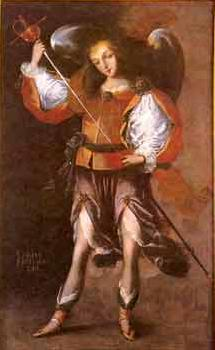
Esriel-Justice of God: فرشتهٔ انضباط الهی

#### دوران روشنگری و جمهوری‌خواهان
با آغاز عصر روشنگری و تغییر دودمان‌های سلطنتی در اسپانیا، در حدود سال ۱۷۱۷ میلادی، تقاضا برای پرتره‌های شخصی از افراد خواص جامعه بالا رفت و تصاویر از حالت مطلقاً مذهبی درآمدند. این روش در دوران جمهوری‌خواهان نیز امتداد یافت.

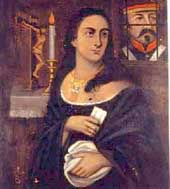
Policarpa Salavarrieta portrait by Mercedes Delgado Mallarino
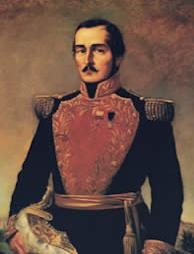
Portrait of Francisco de Paula Santander (1874) by Martín Tovar y Tovar (1827-1902). Oil on canvas
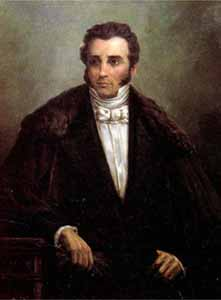
Portrait of Joaquín Mosquera by Ricardo Acevedo Bernal (1867)

#### قرن بیستم
از ۱۹۲۰ تا ۱۹۴۰، مارکو توبن مجیا، خوزه هارسیو بتانور، پدرو نیل گومز، ایگناسیو گومز جارامیلو، سانتیاگو مارتینز دلگادو و آلپیو جارامیلو چند اثر نقاشی رؤیایی را تحت تأثیر نقاشی‌های دیواری مکزیکی و ویژگی‌های نوکلاسیسیسم و هنر نو کشیدند. در طول دهه ۱۹۴۰، جنبش‌های بین‌المللی در هنر کلمبیایی اثر کرده و به هنرمندان محلی راه‌های جدیدی برای بیان مضامین روان‌شناسی به سبک فرانسوی پست‌امپرسیونیسم داد. ریکاردو گومز کمپوزوانو یکی از بهترین نمونه‌های این آثار را با کشیدن نقاشی شهر کارتاگنا (کلمبیا) ایجاد کرد.
چندین منتقد هنری به سال‌های ۱۹۵۰ اشاره می‌کنند؛ زمانی که هنر کلمبیا نقطه نظر متمایزی را ایجاد کرد و عناصر سنتی را تحت مفاهیم قرن بیستم بازتعریف کرد.

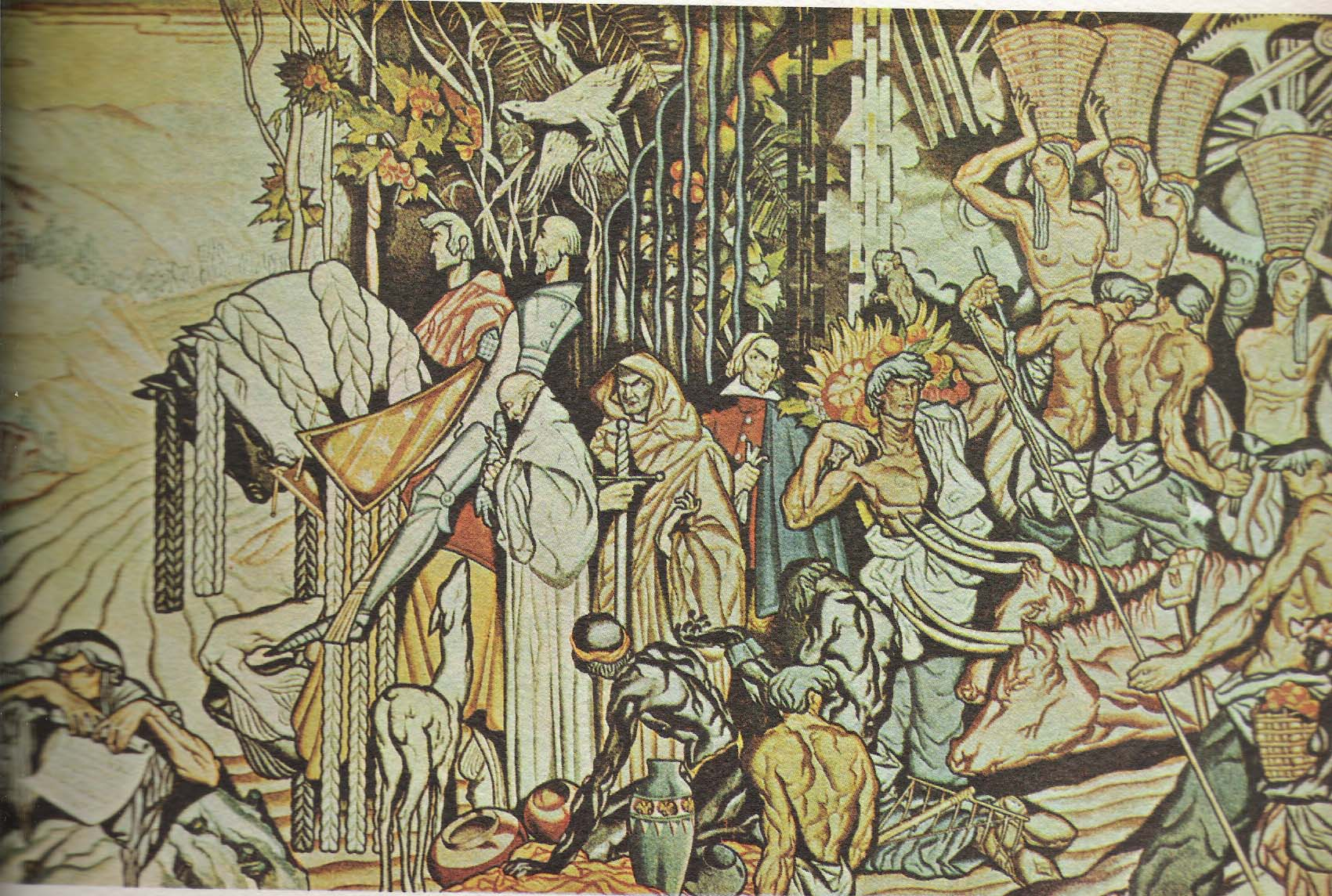
Chicago fair (1933), by Santiago Martinez Delgado
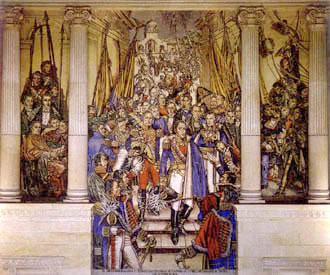
نقاشی دیواری سانتیاگو مارتینز دلگادو در کنگره کلمبیا
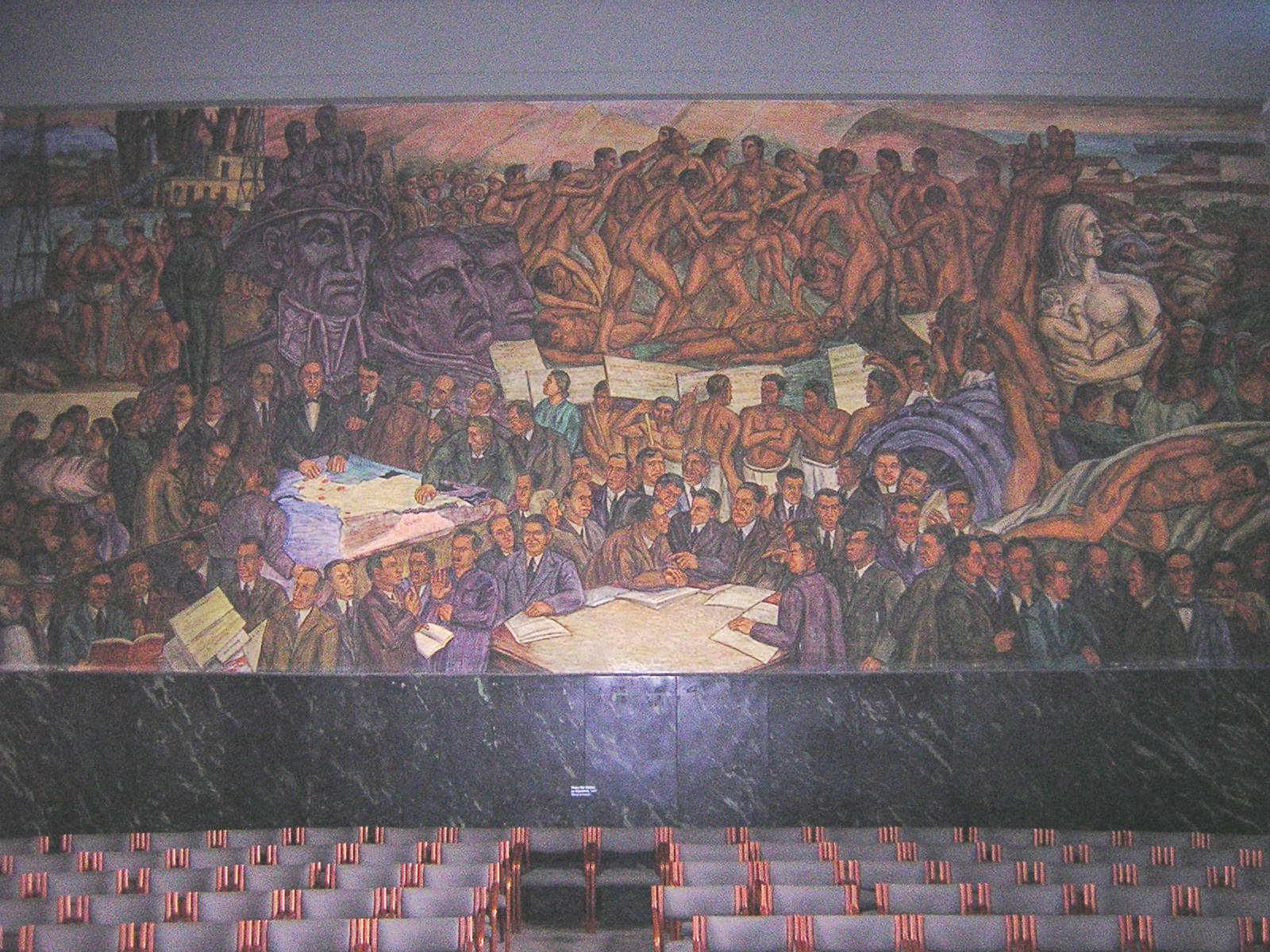
"The Colombian Republic". Mural by Pedro Nel Gómez
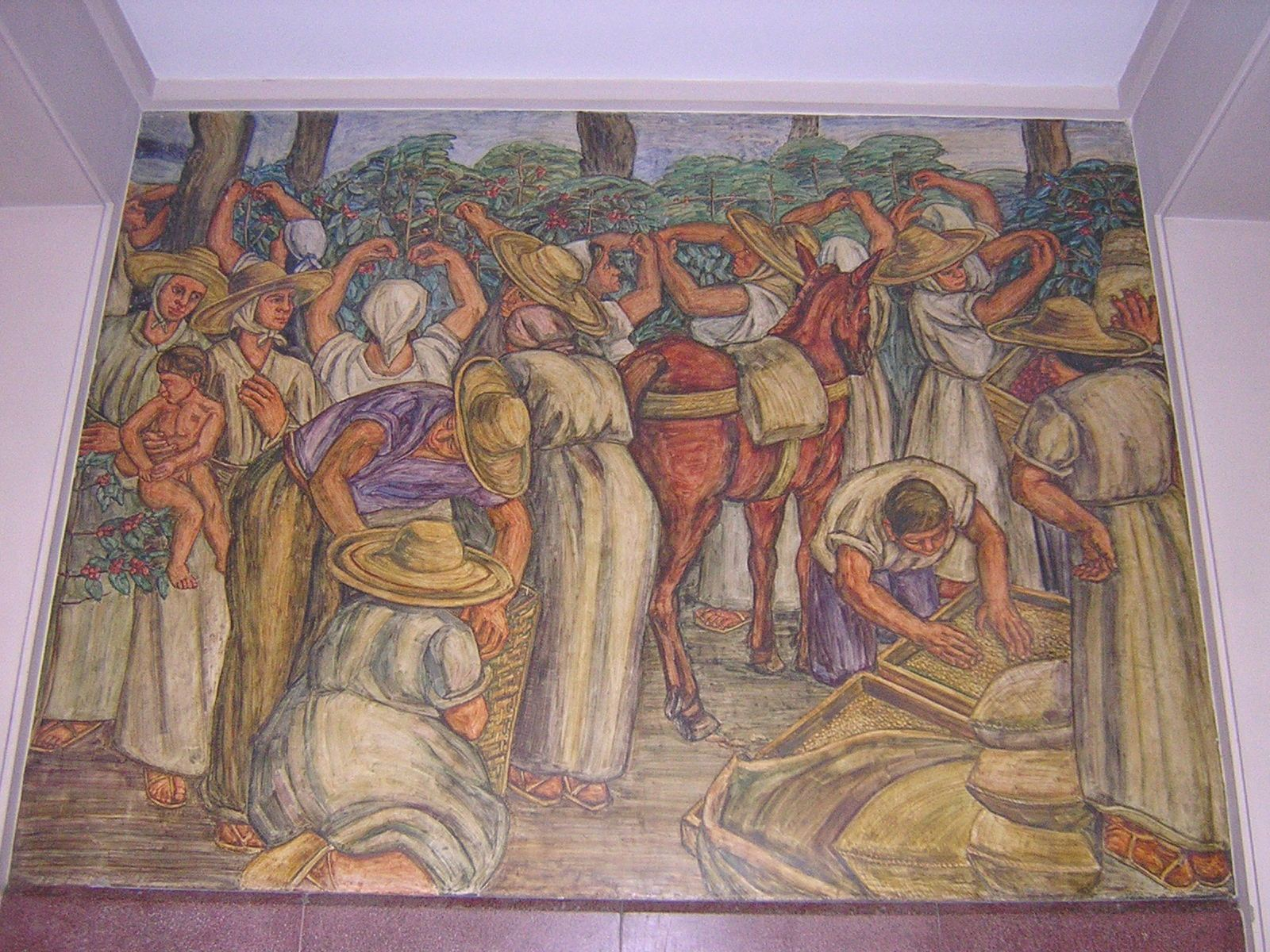
"Coffee dance". Mural by Pedro Nel Gómez
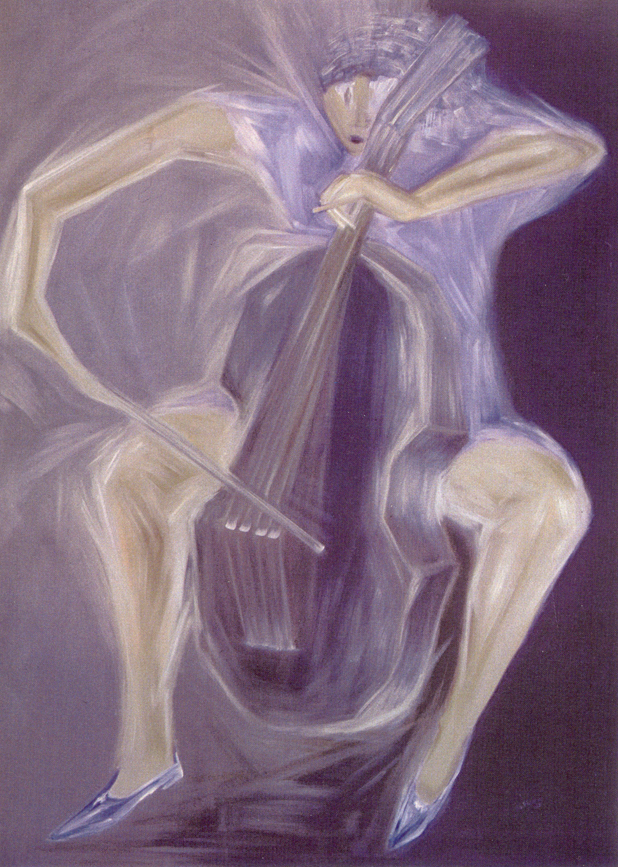
"Painting of a contrabass" by Alvaro Valbuena (1970)
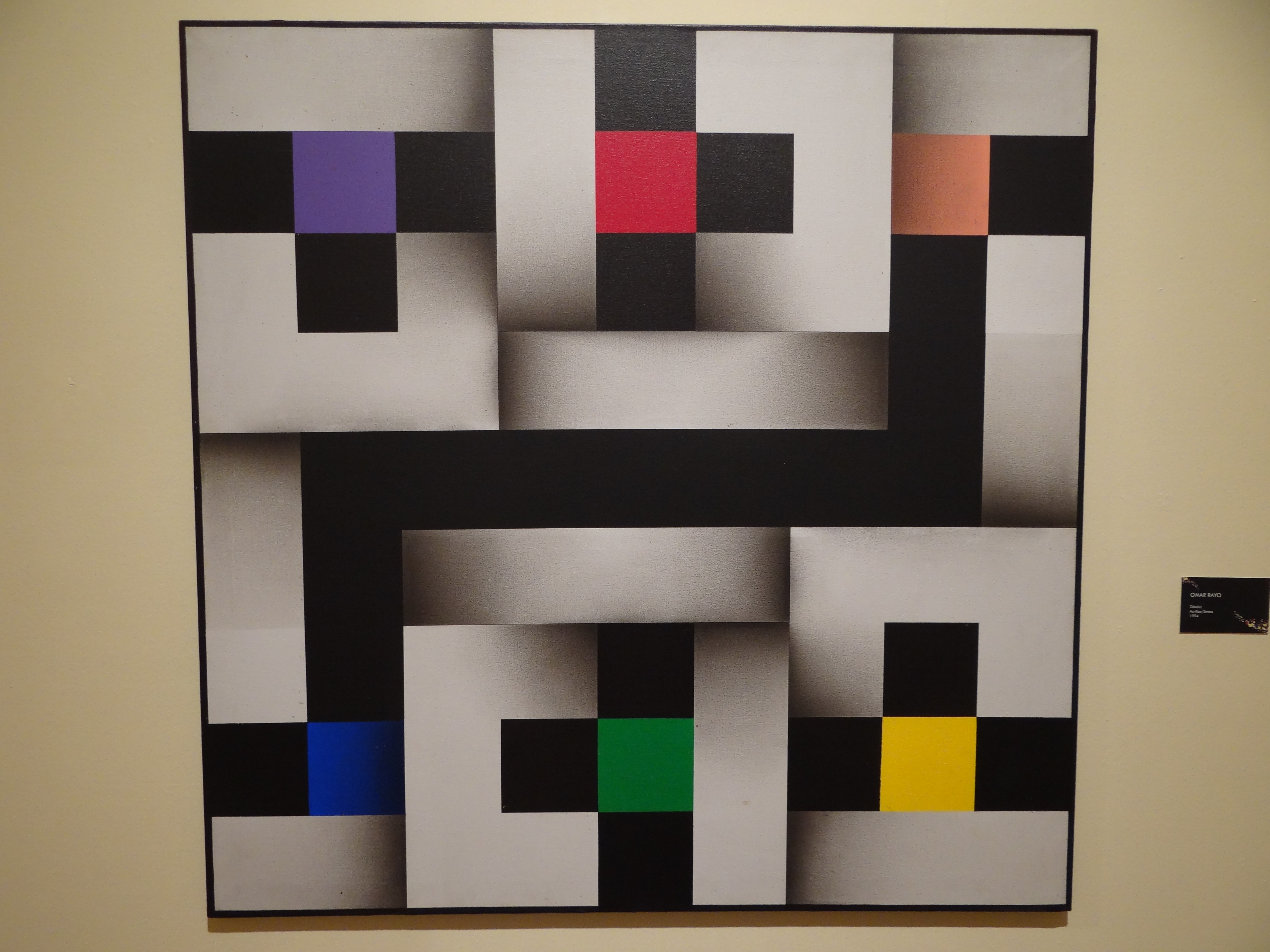
Zibebiz. Omar Rayo. Quinta de San Pedro Alejandrino

## تئاتر
تئاتر در کلمبیا در طول استعمار اسپانیا در سال ۱۵۵۰ توسط شرکت zarzuela معرفی شد. تئاتر کلمبیا توسط وزارت فرهنگ و تعدادی از سازمان‌های خصوصی و دولتی حمایت می‌شود. از جمله مهم‌ترین سازمان‌ها، انجمن ملی نمایندگان تئاتر (ANDE)، انجمن‌های کارگری هنرمندان، انجمن گفتگوهای آنتیوویا، ACIT, ATICO، شرکت کلمبیایی تئاتر و غیره هستند.
تئاتر کلمبیا در طول استعمار توسط اسپانیا بین سال‌های ۱۵۵۰ تا ۱۸۱۰ معرفی شد. در پایان قرن نوزدهم و آغاز قرن بیستم، مرکز مهم تئاتر در کلمبیا، تئاتر کولون در مرکز شهر بوگوتا بود. این تئاترها شبیه به معماری ایتالیایی ساخته شده بودند. در طول قرن بیستم علاقه به تئاتر در سراسر کلمبیا گسترش یافت و تئاترخانه‌های زیادی در شهرهای بزرگ کلمبیا ساخته شدند. کلمبیا در حال حاضر دارای یکی از بزرگ‌ترین جشنواره‌های تئاتر در جهان است که به عنوان جشنواره تئاتر ایبرو آمریکایی شناخته می‌شود. همانند بسیاری دیگر از نقاط جهان، بازیگران و هنرپیشگان تئاتر اغلب با هدف راه یافتن به تلویزیون و سینما کارشان را آغاز می‌کنند.

## برای مطالعهٔ بیشتر
- Londoño Vélez, S. (2001). Colombian Art: 3,500 Years of History. Bogotá: Villegas Editores